# Ruimte-trilogie
De Ruimte-trilogie of Ransomtrilogie (oorspronkelijk: The Space Trilogy) is een drietal theologische sciencefictionboeken van de Britse schrijver en letterkundige C.S. Lewis.
De drie delen van de literaire trilogie zijn onder verschillende titels verschenen:
| Engels                         | Latere titel               | Nederlands                          | Latere titel      |
| ------------------------------ | -------------------------- | ----------------------------------- | ----------------- |
| Out of the silent panet (1938) |                            | Ver van de zwijgende planeet (1960) | Malacandra (2002) |
| Perelandra (1943)              | Voyage to Venus (1953)     | Reis naar Venus (1961)              | Perelandra (2006) |
| That hideous strength (1945)   | The tortured planet (1946) | De binnenste cirkel (1981)          | Thulcandra (2006) |

## Algemeen

### Aanleiding en indeling
Het schrijven aan de Ruimte-trilogie begon in 1937. In feite is de trilogie voortgekomen uit een soort weddenschap tussen J.R.R. Tolkien en Lewis. Beiden vonden dat ze in de literatuur uit hun tijd te weinig tegenkwamen van wat zij leuk vonden. In 1936 besloten ze daarom hun eigen werken te schrijven, waarbij Lewis koos voor ruimtereizen en Tolkien voor het reizen door de tijd. Bij Lewis kwam hier de Ruimte-trilogie uit voort, bij Tolkien resulteerde dit in The Lost Road, een verhaal dat nooit afgeschreven is maar wel postuum is gepubliceerd in deel vijf van The History of Middle-earth.
Vermoedelijk is het van tevoren niet direct Lewis' plan geweest om een trilogie te schrijven, maar liep dit min of meer vanzelf. Met de eerste twee boeken, Malacandra en Perelandra, wordt een voorstelling geschetst van hoe de wereld vanuit christelijk oogpunt had kunnen zijn (zonder zondeval), en in Thulcandra wordt de hedendaagse wereld (met de zondeval) beschreven. In het tweede boek wordt een bijna-zondeval op Venus beschreven, wat daardoor als overgang kan worden gezien. Er heerst onduidelijkheid en onenigheid over de authenticiteit van de schrijver van The Dark Tower, een conceptverhaal waarin Ransom ook de hoofdrol heeft.

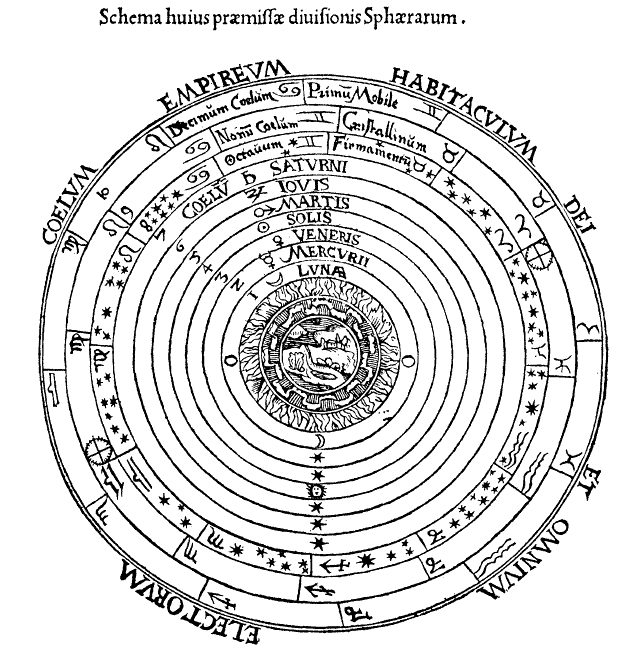
Het Ptolemeïsch stelsel

### Invloeden
Het beste werk dat Lewis naar eigen zeggen in deze sciencefictioncategorie over de ruimte had gelezen, was The First Men in the Moon (1901) van H.G. Wells. In de Ruimte-trilogie zijn dan ook veel invloeden van dit boek terug te vinden; vooral het verhaal Malacandra heeft veel gemeenschappelijk met dit werk van Wells; het verhaal wordt daarin ook aangehaald.
Lewis was een mediëvist; hij had grote kennis van de middeleeuwse literatuur. Hij wijdde hier meerdere boeken en lezingen aan. Ook voor de Ruimte-trilogie putte hij hier veel inspiratie uit. Lewis liet zich in de drie verhalen bijvoorbeeld gedeeltelijk leiden door de opvattingen van de Griekse geleerde Claudius Ptolemaeus. Kenmerkend in diens opvattingen is onder meer het geocentrisme, het denkbeeld dat de Aarde het middelpunt van het heelal is. Hoewel dit later wetenschappelijk is ontkracht en deze gedachte als antropocentrisch werd gezien omdat in deze opstelling alles om de mens zou draaien, zag Lewis hierin een tegenovergestelde gedachte: wanneer de aarde in het centrum van het heelal staat, is deze het verst van de hemel verwijderd en daarmee eigenlijk het slechtst af.
Lewis schreef met de Ruimte-trilogie een interplanetaire christelijke mythologie. Bij de Oyarsa baseerde Lewis zich op de idee van de platonist Bernardus Silvestris uit de twaalfde eeuw, die al schreef over Oyéresu die als Aartsengelen heersen over verschillende planeten. Daarnaast werd de betekenis hnau al vaker gebruikt, onder meer door Lewis' vriend J.R.R. Tolkien in Sauron Defeated (The Notion Club Papers). In datzelfde boek wordt ook een conversatie over de Ruimte-trilogie beschreven.

### Personen

#### Karakters

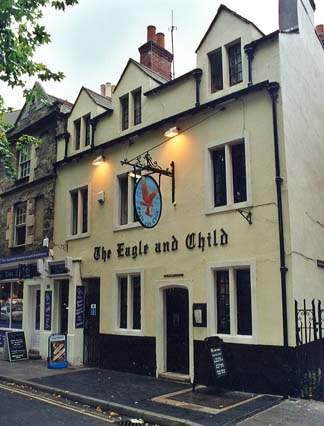
De Inklinks kwamen een tijd wekelijks bijeen in het café The Eagle and Child (ook Bird and Baby genoemd) in Oxford

De personages in het boek worden vaak vergeleken met verschillende leden van de Inklings, de discussiegroep waar Lewis toe behoorde. De hoofdpersoon in de trilogie, Ransom, lijkt naar Lewis zelf te zijn gevormd, maar eveneens wordt hij vergeleken met Tolkien, die ook gespecialiseerd was in talen (filologie). Hoewel Tolkien een paar van zijn ideeën inderdaad 'verlewist' in Ransom terugzag, dacht hij niet dat hij daadwerkelijk model had gestaan voor het hoofdpersonage. Lewis zelf gaf aan dat Ransom een filoloog moest zijn om zich snel de interplanetaire taal, Hressa-Hlab (of Oud-Solair), eigen te maken. Biograaf en schrijver Humphrey Carpenter vergelijkt hem daarnaast met Charles Williams, om zijn spirituele kracht (die met name in Thulcandra zichtbaar wordt). Opvallend is dat ook R.E. "Humphrey" Havard, die eveneens lid was van de Inklings, een rol in Perelandra krijgt als vriend van Ransom en Lewis.
Er zijn verschillende speculaties en gedachten over Weston en Devine, die de slechte partij in het boek vertegenwoordigen. Veelal wordt beweerd dat Weston is gebaseerd op J.B.S. Haldane, van wie veel opvattingen uit zijn boek Possible Worlds en Man's Destiny zijn terug te zien. Volgens Lewis zelf is Weston een samenstelling van verschillende personen. Dit blijkt bijvoorbeeld in Malacandra, waar ook gedachten van onder meer George Bernard Shaw, Herbert George Wells en Henri Bergson terug te vinden zijn. Devine wordt (onder andere door Carpenter) geassocieerd met T.D. "Harry" Weldon, die Lewis' tutor was geweest in Oxford.

#### Namen
De namen zijn eveneens te herleiden. Zo is Weston een woordspeling op western (westers) en Devine een ironische verbastering van divine, het Engelse woord voor 'goddelijk'. In het laatste hoofdstuk van Malacandra wordt gesteld dat de naam Ransom niet de echte naam van de hoofdpersoon is, maar in Perelandra wordt hij wel degelijk met deze naam aangesproken. De naam Ransom is allereerst een verwijzing naar Christus; het Engelse woord ransom betekent losgeld of verlossen, zoals Jezus in de Bijbel met losgeld vergeleken wordt. In het boek beschrijft Lewis echter dat Ransom zich als filoloog ervan bewust is dat de naam Ransom oorspronkelijk van Ranolfs son afstamt en dus niets te maken heeft met losgeld. Met deze bewuste woordspeling toont Lewis zijn filologische kennis en interesse. Lewis bevestigde later dat hij Ransom als een Christusfiguur wilde neerzetten, maar slechts in de betekenis van hoe elke christen zou moeten zijn en hoe van elke christen verwacht wordt om Christus na te volgen.

### Aanval op de wetenschap
Er wordt gedacht dat Lewis in zijn boeken, met name in Thulcandra, de wetenschap aanvalt. Lewis zei echter dat hij niet de wetenschappers aanviel, maar het geloof dat met wetenschap alle problemen van de mens en de wereld zijn op te lossen (sciëntisme). In het N.I.C.E., het wetenschappelijk instituut in Thulcandra, beschouwde Lewis één man (Hingest) als een echte wetenschapper, maar die wordt vermoord.
J.B.S. Haldane (die, zoals hierboven vermeld, met Weston vergeleken wordt) had zich als een van de eersten op de biochemie toegelegd en schreef in 1946 een kritische recensie van de Ruimte-trilogie. Hij beschreef Lewis als een van de betere sciencefictionschrijvers, maar beweerde dat Lewis een volkomen verkeerd beeld gaf van de moderne wetenschap en wetenschappers, terwijl Lewis zelf geen enkele kennis van de exacte wetenschappen had. Volgens Haldane gaf Lewis zijn kritiek omdat deze wetenschappers de wereld durven te verbeteren zonder hulp van geestelijke wezens te verwachten. Haldane vond het een vaststaand feit dat de mensheid wel op eigen kracht vooruit kan komen. Een voorbeeld daarvan zag hij in het feit dat een zesde deel van de aarde van de Mammon (het kapitalisme) bevrijd was; en dat was volgens hem niet het werk van engelen, maar van mensen.
Lewis begon aan een reactiebrief, die hij echter niet voltooid heeft. Pas na beider dood verscheen het gedeelte in Of this and other worlds. Lewis beweerde daarin dat Haldanes kritiek waardevoller was geweest als hij De afschaffing van de mens had gelezen, maar hij nu onzinnige kritieken leverde.

## Achtergronden per boek

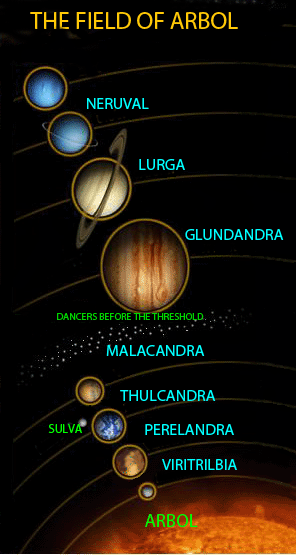
Het zonnestelsel: de benamingen in de trilogie

### Malacandra
Malacandra (Mars) verscheen in 1938. Lewis vond de gedachte die in veel sciencefictionverhalen naar voren kwam dat de mens vrijwel altijd rechtvaardiger was dan andere wezens gevaarlijk; in het algemeen, maar ook specifiek voor het christelijk geloof. Vanuit de tegenovergestelde positie, waarin de mens in een gevallen wereld voor de andere wezens onderdoet, schreef hij Out of the Silent Planet.
Malacandra heeft veel overeenkomsten met The First Men in the Moon van H.G. Wells. Lewis heeft zich voor Malacandra naast de eerdergenoemde invloeden laten inspireren door het boek A Voyage to Arcturus, het bekendste werk van David Lindsay. Lewis schreef Malacandra vanuit het christelijk geloof, maar dit werd lang niet door iedereen gezien. Lewis vond dit zelf erg jammer, maar tegelijk ook grappig; hij zag dit als een manier om indirect het evangelie te verspreiden.

### Perelandra
Perelandra (Venus) werd in 1943 uitgegeven. Het verhaal bestaat voor een belangrijk deel uit een variant op het Bijbelse verhaal in Genesis 3, waarin de duivel Eva verleidt van de verboden vrucht te eten. Het vaste eiland wordt als parallel voor de verboden vrucht gebruikt. Lewis schreef Perelandra een jaar na A Preface to Paradise Lost (1942), een boek over het tien boeken tellende gedicht Paradise Lost (1667) van John Milton. Ook hierin wordt uitgebreid op de zondeval ingegaan.
In het eerste boek reisde Ransom in een door mensen gemaakt ruimteschip. In het tweede deel wordt hij door God in een wazig doorzichtige kist voortbewogen. Hoewel dit ongeloofwaardiger kan overkomen prefereert Lewis hier deze opzet, waarschijnlijk om het theologische perspectief waarin het verhaal zich afspeelt te benadrukken. Hierdoor is Perelandra meer poëtisch of theologisch te noemen dan wetenschappelijke sciencefiction.

### Thulcandra
Thulcandra (Aarde) kwam in 1945 uit. J.R.R. Tolkien zag tot zijn teleurstelling in Thulcandra een sterke invloed van het werk en gedachtegoed van Charles Williams, die met Lewis en Tolkien lid was van de Inklings. Tolkien had bezwaar tegen de paranormale gebeurtenissen in de verhalen van Williams, die volgens hem soms tegen het occulte aanhingen. Williams was van 1917 tot 1928 actief lid geweest van de magische orde Golden Dawn. Tolkien gaf na de dood van Lewis aan dat deze (vermeende) invloed een van de oorzaken was van de afnemende vriendschap tussen Lewis en hem.

### The Dark Tower
In 1977 bracht Walter Hooper, redacteur en biograaf van Lewis, The Dark Tower and Other Stories uit, waarin The Dark Tower en The Man Born Blind waren opgenomen. Het eerste verhaal zou een onafgemaakt werk zijn van Lewis, dat door Hooper was voltooid. Het lijkt als vervolg op Malacandra te zijn geschreven. Kathryn Lindskoog (1934-2003, onderzoeker van Lewis' werk) meende dat het boek een volledige vervalsing was, maar Hooper weerlegde deze beschuldigingen. Toch verschillen nog altijd de meningen over de authenticiteit van het boek.

## Verwijzingen in muziek
De Ruimte-trilogie inspireerde diverse bands, die verwijzingen naar de trilogie maakten in hun bandnaam, albumnamen of in songs:
- Blaster the Rocket Man - Album The Monster Who Ate Jesus: nummers Ransom vs. The Unman, March of the Macrobes en Tundra Time on Thulcandra"
- Becoming the Archetype - Album Dichotomy
- Circle of Dust - Album Disengage: nummers Thulcandra en Perelandra. Album Machines of Our Disgrace: nummer Malacandra
- Eden - Album Perelandra
- Fallen Angel's Dominion - Album Thulcandra
- Glass Hammer - Album Perelandra
- Heath McNease - Album The Weight of Glory: nummer Perelandra
- Iron Maiden - Album Brave New World: nummer Out of the Silent Planet
- Kevin Braheny - Album The Way Home: nummer Perelandra
- King's X - Album Out of the Silent Planet, album Gretchen Goes to Nebraska: nummer Out of the Silent Planet
- Silent Planet (band)